# Wonderlust
Wonderlust è il terzo album dal vivo della cantautrice e poetessa bermudiana Heather Nova, pubblicato nel 2000. L'album è stato registrato in Germania durante il tour mondiale del 1999 in supporto al suo album Siren e include una cover di I'm on Fire di Bruce Springsteen che è stata descritta come una sorpresa. È stato notato l'intero sound poiché Nova"...possiede una buona band di supporto, ma è la voce morbida e frastagliata di Nova che ruba la scena".

## Tracce
Testi e musiche di Heather Nova.
1. Winterblue – 5:58
2. Walk This World – 4:20
3. Island – 5:51
4. Heart and Shoulder – 4:18
5. Paper Cup – 3:59
6. London Rain (Nothing Heals Me Like You Do) – 4:13
7. Not Only Human – 5:15
8. Doubled Up – 3:42
9. Truth and Bone – 4:29
10. I'm the Girl – 5:28
11. Heal – 3:56
12. Make You Mine – 5:36
13. Sugar – 8:29
14. I'm on Fire – 3:43 – (cover di Bruce Springsteen)

## Formazione
- Heather Nova – voce, chitarra
- Berit Fridahl – chitarra solista
- Bastian Juel – basso, coro
- Laurie Jenkins – batteria
- Nadia Lanman – violoncello
- Felix Tod - mixaggio, registrazione